# ヘルボーイ (映画)
『ヘルボーイ』（Hellboy）は、2004年のアメリカ合衆国のスーパーヒーロー映画。監督・脚本はギレルモ・デル・トロ、出演はロン・パールマンとセルマ・ブレアなど。マイク・ミニョーラ作のアメコミ『ヘルボーイ』の映像化作品。
『ブレイド2』でも美術監修を務めたマイク・ミニョーラ自らがモンスターから背景に至るまで多数のデザインを担当した。
同じタイトルで、2019年に映画「ヘルボーイ」が公開された。

## ストーリー
1944年、第二次世界大戦における敗色が濃厚であった旧ドイツ軍は、形勢逆転のため「ラグナロク計画」を実行に移そうとしていた。しかしブルーム教授を含むアメリカ軍がこれを阻止、計画の中心人物であったラスプーチンは魔界への入り口に吸い込まれていった。だが、長時間に渡って魔界への入り口を開けていた結果、地上に悪魔の赤ん坊が迷い込む。ブルームは全身が真っ赤なこの赤ん坊を“ヘルボーイ”と名付け、育てる事を決意する。
時は流れ60年後、ヘルボーイは超常現象調査防衛局（BRPD）のエージェントとして超自然的な存在と戦い続けていた。
ある日、博物館に強力な悪魔サマエルが出現。ヘルボーイは苦戦を強いられるもこれを撃退した。
その直後、ブルームは半魚人であるエイブ・サピエンが持つサイコメトリー能力により、ラスプーチンが復活した事を知る。ヘルボーイは事件を調べるうち、自身の出生の秘密と、巨大な右腕の意味を知る。

## 登場人物

### 超常現象調査防衛局（BRPD）
ヘルボーイ
演 - ロン・パールマン 、吹替 - 谷口節
本作の主人公。ラスプーチンによって下界に召喚された悪魔。幼児の姿で現れ、怯えていたところをブルーム教授に保護された。
1944年10月9日生まれ。身長205cm、体重159kg、体色は深紅。頭には、目立たぬように削った角の付け根が切り株状に残っている。髪型はチョンマゲである。
巨大な右腕は岩石状の物質で出来ており、悪魔との戦闘時にはヘルボーイ最大の武器となる。
皮肉屋で嫉妬深く、おまけに短気で気難しいが、優しく、仲間からの信頼は厚い。
BRPD所属のエリートエージェントで、悪魔による事件が起きると現場に駆けつけ、悪魔を苦しみから解放する。
BRPD基地の奥深くの閉鎖された部屋で、十数匹の猫と一緒に暮らしている。
基本的に悪魔とは一人で戦うことを好む。一人で戦うことがヒーローらしいと思っている（エイブ曰く「孤独なヒーローを演じたがっている」）。
悪魔との戦闘時には専用の大型拳銃サマリタンを使うが、自らも認める射撃下手であり、弾は殆ど当たらない。
凄まじい怪力の持ち主で、厚さが1ｍ以上ある鉄筋コンクリート製の壁を壊し、走行中の大型乗用車を殴って宙に浮かせる。体は頑丈で、数十ｍの高さから石畳やタイル製の床が大きく陥没するほど叩き付けられてもビクともしない。
同僚であるリズに想いを寄せるものの、気持ちを伝えられずにいる。
愛称はレッド。
トレヴァー・ブルーム・ブルッテンホルム教授
演 - ジョン・ハート、ケヴィン・トレイナー（若年期）、吹替 - 山野史人、佐久田脩（若年期）
ヘルボーイの育ての親でBRPDのリーダー。ヘルボーイ他の人外の生物が持つ特殊な能力を『ユニーク』と称している。
温厚な性格。ヘルボーイの幼稚さにはほとほと呆れながらも、彼を本当の息子のように愛する。オカルト関係の知識量は凄まじく、ヘルボーイや局員たちのよきアドバイザーである。

エリザベス・シャーマン
演 - セルマ・ブレア、吹替 - 本田貴子
念動発火を操る事が出来る女性。愛称リズ。
幼い頃からその特異な体質のせいでいじめや迫害を受けており、心に深い傷を負っている。一見暗い印象を与えるが、内面は明るい。写真撮影が趣味で、ポラロイドカメラを肌身離さず持ち歩いている。
念動発火をコントロールできるようになったのはごく最近であり、それ以前は“怒りなどの感情の昂り”や“自身への危害”によって発火能力が暴走していた。
念動発火の威力は凄まじく、能力の暴走の際には巨大な精神病院を吹き飛ばしており、ヘルボーイは「何個ビルを吹き飛ばせば分かるんだ」と発言している。
ヘルボーイの好意に気付いており、自身もヘルボーイに惹かれるが、上手く気持ちを表現できないでいる。
エイブ・サピエン
演 - ダグ・ジョーンズ、吹替 - てらそままさき
サイコメトリー能力を持つ青い半魚人。ヘルボーイとは「レッド」「ブルー」と呼び合う仲。
1944年、聖トリニアン小児病院の秘密の部屋に設置されていたカプセルの中から発見された。ブルーム教授曰く『ユニークな前頭葉』を持っており、そのサイコメトリー能力は高い。サイコメトリー中のエイブに接触すると、彼の頭に浮かんだ映像を一緒に見る事が出来る。
性格は温厚で、読書やルービックキューブ（30年かかって2面しか出来ていない）等を好む。
名前の由来は彼の入っていたカプセルに貼られていた『イクチオ・サピエン、1865年4月14日』というメモ。この日付はリンカーン大統領が暗殺された日。
空気中では呼吸に限界があり、地上における任務の際には、液体を満たした専用の呼吸器を身に付ける。
吹き替えではヘルボーイに対してオネエ言葉を使う。
劇中で採用されることはなかったがエイブやサマエルのデザイン案の一つにイラストレーターの韮沢靖も参加した。
ジョン・マイヤーズ
演 - ルパート・エヴァンス、吹替 - 置鮎龍太郎
ブルーム教授がヘルボーイのお目付け役として選んだ、新人捜査官。FBIアカデミーではトップクラスの成績だったらしい（※自称）。伯父と暮らしていたと語り、時に伯父の使っていた言葉を引用する。
初出勤から数時間程度で様々な超常現象や超常的存在に遭遇するも即座に対応するなど、適応能力に優れる。
彼も、吹き替えと字幕ではヘルボーイに対する口調が異なる。字幕では最後まで敬語を使うが、吹き替えでは時にヘルボーイと対等の言葉遣いになる。
トム・マニング
演 - ジェフリー・タンバー、吹替 - 岩崎ひろし
FBI局長。BRPDの関係者だが、ヘルボーイたちの存在が公に取り上げられる度、テレビに出演して存在を否定する役目を帯びている。
何かにつけて騒ぎを起こす『化物』であるヘルボーイとBRPDを毛嫌いしており、事ある毎に八つ当たりする。

葉巻を嗜む。葉巻にライターで火を点けようとしたヘルボーイを制して「（葉巻は）ライターで点ける物じゃない。マッチで点けるんだ」とマッチで火を点け、ヘルボーイもこれを気に入っていた。
クレイ
演 - コーリイ・ジョンソン、吹替 - 大滝寛
FBI職員。ヘルボーイのお目付け役であり、彼の事を熟知する友人でもある。植毛しており、「人形の髪みたいには見えないよな?」とヘルボーイに尋ねている。

### 旧ドイツ軍関係者
グリゴリ・エフェモビッチ・ラスプーチン
演 - カレル・ローデン、吹替 - 谷昌樹
ロマノフ王朝のオカルト・アドバイザー。“帝政ロシアの怪僧”として有名な実在の人物。本作のオープニングにて冥界の門を開く儀式を執り行い、自らは門の中に吸い込まれ消滅する。数十年後の現代、イルザたちによって再びこの世に呼び戻され、ヘルボーイを利用して世界を破滅させようと暗躍する。
カール・ルプレクト・クロエネン
演 - ラディスラヴ・ベラン
ナチス随一の殺し屋にして、トゥーレ協会の会長。常に防毒マスクを装着している。劇中、一言も言葉を発さず、ラスプーチンとイルザに付き従う。レコードを自らかけるなどクラシック音楽を好む。
自虐癖で素顔は瞼や上下の唇を切り取っており、全身の血液は乾いて砂となっている。心臓に位置する部分にはゼンマイのような機械が差し込まれ、急激な運動の際にはそれを巻く。このゼンマイを動かすことによって、身体速度と反射神経を増大させることができる(これにより剣で相手の銃弾を弾き返すことができる)。また、ゼンマイの巻き方によっては仮死状態になることも可能で、この方法を使ってBRPD本部に侵入することに成功し、ヘルボーイの育ての親であるブルッテンホルム教授を殺害した。いくら銃撃されても死なず、痛がる風も見せない。
トンファー型の剣を用いて、超人的な身のこなしで敵を切り刻み、銃弾をも弾き返す。愛銃ルガーP08による射撃の腕前は百発百中。
1897年、ドイツのミュンヘン生まれ。天使のようなブロンドの髪の毛を持っていた。音楽に非凡な能力を発揮し、声変わりが起きるまでオペラをやり続け、ヨーロッパの首都を巡った。 この時から自身の体を傷つけることに快楽を見出すようになった。その後、自身の肉体に対し嫌悪感が表れる「身体醜形障害」になり、自身の体を極度に醜く感じるようになり、そのため自分のまぶたや唇を切除してしまう。また、自分は不完全だと感じていたクロエネンは潔癖症のような心理状態になり、細菌を防ぐため自分自身の顔に合う防毒マスクを作った。
このとき機械の製作に熟達していた。これは機械の精密性こそが自分の足りないものを埋めるものだという信念からのもので、最終理想は生体と機械の融合というものになった。

そしてラスプーチンと出会い、彼に傾倒し、彼の最も忠実な愛弟子となる。
1931年にシュタール・ヘルム（鉄兜団）に入団、親衛隊として階級を上げる。中佐相当ランクになり、第三帝国に貢献したことにより鉄十字勲章を授与され、トゥーレ協会の会長となった。
入団後、フェンシングの動きを会得し”アンフィスバエナ・ストライク”という両刃の剣を使った、接近戦格闘技を開発する。
1944年、ヘルボーイ出現のきっかけとなる「ラグナロク計画」に参加。しかし連合軍の介入により計画は失敗、ラスプーチンは異界へ引きずり込まれ、クロエネンは爆散した異界への扉となるポータル装置の破片が胸へと突き刺さり、息絶えたかのように見えたがすぐに姿を消した。
失踪後、1956年に歯の治療記録からルーマニアにあった無記名の墓がクロエネンの墓だとわかった。しかし2004年に再び現れ、復活したラスプーチンとともに暗躍し始める。クロエネンの胸にはゼンマイ仕掛けの機械が埋め込まれ、これにより死から甦り、不死身の肉体を得た。
最期はヘルボーイとの戦いで落とし穴に落とされ、針山に串刺しになった上に歯車で押しつぶされた。生死は不明。
ちなみにこれらの設定の大半が映画で追加されたデル・トロのオリジナル設定であるが、劇中で活かされることはほとんど無かった。
デザイナーとしての参加ではないが今作の製作中に日本の漫画家である弐瓶勉が原作コミック版ヘルボーイのクロエネンのイラストを数枚デルトロ監督の依頼によって描いている。
イルザ・ハウプシュタイン
演 - ブリジット・ホドソン
ラスプーチンの傍らに仕えるナチスの女性将校。彼によって永遠の若さを与えられており、第二次世界大戦中から現代に至るまで容姿が変化していない。戦闘能力は常人並み。ラスプーチンに対する忠誠には、多分に愛情の要素が含まれている。
サマエル
復活したラスプーチンが召喚した冥界の悪魔。身長2m程度、体重不明。強靭な体躯がその最大の武器である。巨体ながら俊敏に動き、圧倒的な腕力と曲爪で対象を引き裂く。驚異的な耐久力と打たれ強さをもち、ヘルボーイに再三殴られ、叩きつけられても立ち上がってくる。関節も自在に可動し、腕関節を逆に曲げて背後からのヘルボーイのパンチを受け止めたりできる。自身の体長をはるかに超える長い舌は伸縮性に富み、巻きついた対象(生体)を麻痺させる猛毒を分泌する。
サマエルは大量の卵から成り、一体が滅ぼされれば卵からそれに倍するサマエルが孵り、急激に成長して新たなるサマエルの群れとなる。

## スタッフ
- 監督・脚本：ギレルモ・デル・トロ
- 製作：ローレンス・ゴードン、マイク・リチャードソン（英語版）、ロイド・レヴィン
- 原作：マイク・ミニョーラ
- 撮影：ギレルモ・ナバロ
- 特殊メイク：リック・ベイカー
- 音楽：マルコ・ベルトラミ
- 美術：ステファン・スコット
- 編集：ピーター・アマンドソン
- 衣装（デザイン）：ウェンディ・パートリッジ
- 視覚効果：ティペット・スタジオ

## ラヴクラフトへのオマージュとして
ギレルモ・デル・トロはハワード・フィリップス・ラヴクラフトのファンと公表しており、今作品にはラヴクラフトへのオマージュなどコズミックホラー的な要素が至るところに取り入れられている。原作のヘルボーイは猫好きではないが、ラヴクラフトが猫好きであった為、ヘルボーイを猫好きにしている。またラヴクラフトは魚介類を見るのも嫌いであり、それは彼が作り出した神話体系であるクトゥルフ神話の邪神のモデルとなっているが、今作の邪神オグドルヤハドの設定やデザインなどもクトゥルフ神話が由来となっていると思われる（原作でも宇宙の観測者の存在や竜神オグドルヤハドとその眷属などのデザインに軟体動物や妖蛆の要素がありコズミックホラー的な一面も元々ある作品であり、ラヴクラフト作品の表紙を担当したり彼に捧げるイラストなども描かれた)。元々サマエルも蛇の悪魔だが、この作品では魚介類のような生態になっている。序盤のラスプーチンが召喚するところも魔道書を使用するなどクトゥルフ神話を元にしている可能がある。

## 作品の評価
Rotten Tomatoesによれば、批評家の一致した見解は「ウィットとユーモア、そしてギレルモ・デル・トロのファンタスティックなビジュアルで楽しませてくれる『ヘルボーイ』はこのジャンルの派生作品を超越している。」であり、203件の評論のうち高評価は81%にあたる165件で、平均点は10点満点中6.76点となっている。
Metacriticによれば、37件の評論のうち、高評価は30件、賛否混在は7件、低評価はなく、平均点は100点満点中72点となっている。